# Inna Sowsun

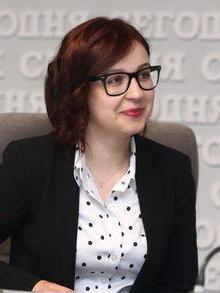
Inna Sowsun, 2016

Inna Romaniwna Sowsun (ukrainisch Інна Романівна Совсун; * 21. September 1984 in Charkiw) ist eine ukrainische Politikerin (Stimme).
Sie war von 2014 bis 2016 stellvertretende Ministerin für Erziehung und Wissenschaft der Ukraine.
Zwischen 2016 und 2019 war sie Vize-Präsidentin der Kyiv School of Economics.
Sowsun gehört seit 2019 dem Werchowna Rada an.
Sie ist Mitbegründerin des Visual Culture Research Center und war Leiterin des Think-Tanks CEDOS.
2022 gehörte sie zu den Unterstützern, die sich für die Freilassung des ukrainischen Journalisten und Menschenrechtsaktivisten Maxim Butkewitsch aus russischer Kriegsgefangenschaft einsetzten.